# The Skyrocket
The Skyrocket è un film muto del 1926 diretto da Marshall Neilan.

## Trama
In un caseggiato popolare, Sharon Kimm e Mickey Reid vivono insieme la loro infanzia finché Sharon non deve andare all'orfanotrofio.
Passano gli anni. Sharon, in piena ascesa, è diventata una giovane stella di Hollywood, superficiale e dalle mani bucate. Per ironia della sorte, il film che l'ha resa una diva è stato scritto proprio da Mickey. Ma il successo della giovane è breve: quando il suo sogno si spezza, Mickey è lì, pronto a prendersi cura di lei.

## Produzione
Il film fu prodotto dalla Celebrity Pictures.

## Distribuzione
Distribuito dalla Associated Exhibitors, il film venne presentato in prima a New York il 27 gennaio uscendo poi nelle sale statunitensi il 14 febbraio 1926. In Brasile, venne ribattezzato Dominada Pela Vaidade.
Non si conoscono copie ancora esistenti della pellicola che viene considerata presumibilmente perduta.